# Атанас Михов (полицай)
Атанас Симеонов Михов е български полицай, старши комисар от МВР

## Биография
Атанас Михов е роден на 21 юни 1965 г. в град Провадия, Народна република България. През 1990 г. завършва специалност „Българска филология“ в Шуменският университет „Епископ Константин Преславски“, след това завършва магистратура по „Защита на националната сигурност“ в Академията на МВР в София.
През 1992 г. постъпва на работа в системата на МВР. Последователно преминава през длъжностите разузнавач, началник на РУ – Аксаково и началник на РУ – Девня при  ОДМВР – Варна. От септември 2010 г. е началник на Първо РУ във Варна.
През юни 2021 г. е назначен за директор на ОДМВР – Варна, със заповед на министъра на вътрешните работи Бойко Рашков от първото служебно правителство на Стефан Янев.